# Еллісон Гейс
Мері Джейн «Еллісон» Гейс (англ. Mary Jane «Allison» Hayes; 6 березня 1930, Чарлстон, Західна Вірджинія, США — 27 лютого 1977, Сан-Дієго, Каліфорнія, США) — американська актриса і фотомодель.

## Біографія
Мері Джейн Гейс (справжнє ім'я — Еллісон Гейс) народилася 6 березня 1930 року в Чарлстоні (штат Західна Вірджинія, США).
Кар'єру моделі розпочала в 1940-х роках.
Завоювавши титул Miss District of Columbia 1949 року, вирушила представляти Колумбію на конкурсі краси Міс Америка.
Гейс не перемогла в конкурсі, але її участь у ньому дала їй можливість працювати на місцевому телебаченні до переїзду в Голлівуд, де вона почала співпрацю з Universal Pictures 1954 року.
У період з 1951 і до закінчення кінокар'єри 1967 року Еллісон знялася в 62-х фільмах і серіалах.
1976 року, після тривалих проблем зі здоров'ям, в Еллісон діагностували лейкемію, вона була змушена обстежуватися в Ла-Хоя.
У госпіталі, під час переливання крові, стан Гейс раптово погіршився — вона перенесла озноб.
Їх перевели в Університет каліфорнійського медичного центру в Сан-Дієго, де вона померла наступного дня, 27 лютого 1977 року, за тиждень до свого 47-го дня народження.

## Вибрана фільмографія
- 1958: Напад гігантської жінки